# Académie du Var
L'Académie du Var est une société savante fondée le 10 février 1800, à Toulon. C'est une association loi de 1901.

## Objectifs de l'Académie

### Domaine d'action
L'Académie du Var est une association reconnue d'utilité publique, qui a pour objet de favoriser, par son concours et ses encouragements, le développement de la vie littéraire, scientifique et artistique et surtout l'étude des questions pouvant intéresser la région dont le Var fait partie. Elle est membre de la Conférence nationale des académies des sciences, lettres et arts.
Ses manifestations, conférences, commissions, colloques, salons d’art sont ouverts au public.

### Organisation et statuts
L'Académie accueille cinquante membres titulaires, des membres d’honneur, des membres émérites, des membres associés et des membres correspondants français et étrangers, tous élus par l’assemblée des membres titulaires.
Le président est élu pour deux ans par le conseil d'administration et rééligible.

### Restitution périodique
L'Académie publie depuis 1833 un Bulletin de l’Académie du Var,,, qui devient Revue annuelle à partir de 2013.

## Historique

### Reconnaissance académique
L'Académie du Var est fondée le 21 pluviôse an VIII (10 février 1800), sous la Première République, par arrêté du Directoire du département du Var, en tant que « Société des sciences, belles-lettres et arts de Toulon ». Les membres fondateurs sont, entre autres : Honoré Giraudy, Victor Bally, Jean François Demore, Michel Leclerc, Michel Manne, Louis Négrin, François Hernandez, Julien Émeriau, Jean Textoris, Cyprien Auban, Jacques André, Zénon Pons.
En 1811, elle se renomme « Académie de Toulon », et se dote d'un nouveau règlement. Deux classes sont définies : l'une pour les sciences et arts mécaniques et chimiques, l'autre pour les belles-lettres et beaux-arts.
À partir d'octobre 1817, avec l'accord du Ministère de l'intérieur, l'institution prend une dimension départementale, et devient la « Société des sciences, belles-lettres et arts du département du Var ». Un sceau est adopté, avec en son centre la devise « Sparsa Colligo » qui est toujours celle de l'Académie.
En 1868, sous le Second empire, L'Académie obtient l'autorisation préfectorale de se nommer « Société Académique du Var ».
C'est en 1878, sous la Troisième République, qu'elle prend son nom actuel d'« Académie du Var ».

### Lieux de l'Académie
Le premier lieu de rencontres, en 1800, est l'École centrale à Toulon. Cette école étant transférée à Draguignan en 1802, les réunions se font ensuite à l’hôpital maritime. À partir de 1818, à la suite de sa reconnaissance comme société départementale, elle obtient de s'installer au collège communal. L'élargissement de l'offre d'enseignement du collège oblige à quitter ces lieux en 1822, pour s'installer dans l'ancienne maison des Oratoriens. Le retour au collège se fait en 1828, jusqu'en 1931, ou elle rejoint la bibliothèque communale. En 1978, elle intègre ses locaux actuels dans l'ancienne corderie de l'arsenal.

## Membres notoires

### Présidents
Félix Honoré Giraudy est le premier président élu en 1800, de l'institution qui fonctionna assez régulièrement pendant cinq ans.
C'est sous l’impulsion de François Hernandez qui en deviendra le deuxième président, que l'Académie renait en 1811.
Charles Richard obtiendra la reconnaissance de la « Société académique du Var » en 1868, et de l'« Académie du Var » en 1878 lors de son deuxième mandat.
L'amiral Jean Guillou en fut président de 1987 à 1991.

### Académiciens
On peut citer :
- les artistes : Eugène Baboulène, Vincent Courdouan, Albert Decaris, Gabriel Drageon, Willy Eisenschitz, Charles Ginoux, Paulin Guérin, Pierre Letuaire Henri Olive dit Olive-Tamari, Henri Pertus ;
- les écrivains : Jean Aicard, François Fabié, André Martel, Joseph Peyré, Charles Poncy, André Roussin ;
- les médecins : Béranger-Feraud, Pierre Debray-Ritzen, Jules Fontan, Joseph-François Hernandez, Pierre-François Kéraudren, Dominique-Jean Larrey, Jules Regnault, Jean Boniface Textoris, Léon Emile Vidal ;
- les militaires : Maxime Julien Émeriau de Beauverger, Jean Falba, Jean Guillou ;
- les scientifiques : André-Marie Ampère, Raphaël Dubois, Jules Dumont d'Urville, Louis Lumière ;
- les personnalités politiques : Noël Blache, Georges Eugène Haussmann, Émile Ollivier, Jean-Pons-Guillaume Viennet.

Parmi les démissionnaires on notera : Jules Louis Théodore Fabre d’Églantine, fils du célèbre Fabre d’Églantine.